# Gran Premio motociclistico dell'Indonesia 2022
Il Gran Premio motociclistico dell'Indonesia 2022 è stato la seconda prova del motomondiale del 2022. Le vittorie nelle tre classi sono andate a: Miguel Oliveira in MotoGP, Somkiat Chantra in Moto2 e Dennis Foggia in Moto3. Per Chantra si tratta della prima vittoria nel motomondiale. Questa gara rappresenta il ritorno del motomondiale in Indonesia dopo oltre 24 anni dalla data dell'ultima edizione del Gran Premio, svoltosi nel 1997.

## MotoGP
A seguito di un incidente durante il warm up, Marc Márquez viene dichiarato fisicamente non idoneo e pertanto non prende parte alla gara. La partenza della gara è stata rimandata di un'ora rispetto all'orario prestabilito con una riduzione dei giri di gara, a causa di un temporale che ha reso impraticabile il circuito. Inoltre, nell'attesa, sul tracciato cade un fulmine.

### Arrivati al traguardo
| Pos. | Nº | Pilota                | Squadra                     | Motocicletta       | Giri | Tempo     | Griglia | Punti |
| ---- | -- | --------------------- | --------------------------- | ------------------ | ---- | --------- | ------- | ----- |
| 1º   | 88 | Miguel Oliveira       | Red Bull KTM Factory Racing | KTM RC16           | 20   | 33'27.223 | 7º      | 25    |
| 2º   | 20 | Fabio Quartararo      | Monster Energy Yamaha       | Yamaha YZR-M1      | 20   | +2.205    | 1º      | 20    |
| 3º   | 5  | Johann Zarco          | Pramac Racing               | Ducati Desmosedici | 20   | +3.158    | 3º      | 16    |
| 4º   | 43 | Jack Miller           | Ducati Lenovo               | Ducati Desmosedici | 20   | +5.663    | 9º      | 13    |
| 5º   | 42 | Álex Rins             | Suzuki Ecstar               | Suzuki GSX-RR      | 20   | +7.044    | 8º      | 11    |
| 6º   | 36 | Joan Mir              | Suzuki Ecstar               | Suzuki GSX-RR      | 20   | +7.832    | 18º     | 10    |
| 7º   | 21 | Franco Morbidelli     | Monster Energy Yamaha       | Yamaha YZR-M1      | 20   | +21.115   | 15º     | 9     |
| 8º   | 33 | Brad Binder           | Red Bull KTM Factory Racing | KTM RC16           | 20   | +32.413   | 4º      | 8     |
| 9º   | 41 | Aleix Espargaró       | Aprilia Racing              | Aprilia RS-GP      | 20   | +32.586   | 10º     | 7     |
| 10º  | 40 | Darryn Binder         | WithU Yamaha RNF            | Yamaha YZR-M1      | 20   | +32.901   | 23º     | 6     |
| 11º  | 23 | Enea Bastianini       | Gresini Racing              | Ducati Desmosedici | 20   | +33.116   | 5º      | 5     |
| 12º  | 44 | Pol Espargaró         | Repsol Honda                | Honda RC213V       | 20   | +33.599   | 16º     | 4     |
| 13º  | 73 | Álex Márquez          | LCR Honda Castrol           | Honda RC213V       | 20   | +33.735   | 19º     | 3     |
| 14º  | 10 | Luca Marini           | Mooney VR46 Racing          | Ducati Desmosedici | 20   | +34.991   | 12º     | 2     |
| 15º  | 63 | Francesco Bagnaia     | Ducati Lenovo               | Ducati Desmosedici | 20   | +35.763   | 6º      | 1     |
| 16º  | 12 | Maverick Viñales      | Aprilia Racing              | Aprilia RS-GP      | 20   | +37.397   | 20º     |       |
| 17º  | 25 | Raúl Fernández        | Tech3 KTM Factory Racing    | KTM RC16           | 20   | +41.975   | 21º     |       |
| 18º  | 49 | Fabio Di Giannantonio | Gresini Racing              | Ducati Desmosedici | 20   | +47.915   | 11º     |       |
| 19º  | 30 | Takaaki Nakagami      | LCR Honda Idemitsu          | Honda RC213V       | 20   | +49.471   | 24º     |       |
| 20º  | 72 | Marco Bezzecchi       | Mooney VR46 Racing          | Ducati Desmosedici | 20   | +49.473   | 13º     |       |
| 21º  | 87 | Remy Gardner          | Tech3 KTM Factory Racing    | KTM RC16           | 20   | +55.964   | 22º     |       |

### Ritirati
| Nº | Pilota           | Squadra          | Motocicletta       | Giri | Griglia |
| -- | ---------------- | ---------------- | ------------------ | ---- | ------- |
| 89 | Jorge Martín     | Pramac Racing    | Ducati Desmosedici | 7    | 2º      |
| 4  | Andrea Dovizioso | WithU Yamaha RNF | Yamaha YZR-M1      | 6    | 17º     |

## Moto2
Somkiat Chantra con il primo posto in questa gara, diviene il primo pilota thailandese a vincere una gara valevole per il motomondiale.

### Arrivati al traguardo
| Pos. | Nº | Pilota                  | Squadra                  | Motocicletta | Giri | Tempo     | Griglia | Punti |
| ---- | -- | ----------------------- | ------------------------ | ------------ | ---- | --------- | ------- | ----- |
| 1º   | 35 | Somkiat Chantra         | Idemitsu Honda Team Asia | Kalex        | 16   | 25'40.876 | 4º      | 25    |
| 2º   | 13 | Celestino Vietti        | Mooney VR46 Racing       | Kalex        | 16   | +3.230    | 7º      | 20    |
| 3º   | 40 | Arón Canet              | Flexbox HP40             | Kalex        | 16   | +4.366    | 13º     | 16    |
| 4º   | 22 | Sam Lowes               | Elf Marc VDS Racing      | Kalex        | 16   | +7.918    | 3º      | 13    |
| 5º   | 37 | Augusto Fernández       | Red Bull KTM Ajo         | Kalex        | 16   | +12.228   | 2º      | 11    |
| 6º   | 79 | Ai Ogura                | Idemitsu Honda Team Asia | Kalex        | 16   | +12.384   | 21º     | 10    |
| 7º   | 54 | Fermín Aldeguer         | MB Conveyors Speed Up    | Boscoscuro   | 16   | +12.696   | 12º     | 9     |
| 8º   | 14 | Tony Arbolino           | Elf Marc VDS Racing      | Kalex        | 16   | +14.547   | 8º      | 8     |
| 9º   | 51 | Pedro Acosta            | Red Bull KTM Ajo         | Kalex        | 16   | +17.786   | 10º     | 7     |
| 10º  | 75 | Albert Arenas           | Inde GasGas Aspar        | Kalex        | 16   | +18.327   | 6º      | 6     |
| 11º  | 16 | Joe Roberts             | Italtrans Racing         | Kalex        | 16   | +18.509   | 19º     | 5     |
| 12º  | 6  | Cameron Beaubier        | American Racing          | Kalex        | 16   | +18.566   | 11º     | 4     |
| 13º  | 9  | Jorge Navarro           | Flexbox HP40             | Kalex        | 16   | +19.711   | 18º     | 3     |
| 14º  | 52 | Jeremy Alcoba           | Liqui Moly Intact GP     | Kalex        | 16   | +19.960   | 15º     | 2     |
| 15º  | 64 | Bo Bendsneyder          | Pertamina Mandalika SAG  | Kalex        | 16   | +20.551   | 5º      | 1     |
| 16º  | 23 | Marcel Schrötter        | Liqui Moly Intact GP     | Kalex        | 16   | +23.047   | 22º     |       |
| 17º  | 42 | Marcos Ramírez          | MV Agusta Forward Racing | MV Agusta F2 | 16   | +23.218   | 14º     |       |
| 18º  | 18 | Manuel González         | Yamaha VR46 Master Camp  | Kalex        | 16   | +24.179   | 17º     |       |
| 19º  | 5  | Romano Fenati           | MB Conveyors Speed Up    | Boscoscuro   | 16   | +25.133   | 16º     |       |
| 20º  | 19 | Lorenzo Dalla Porta     | Italtrans Racing         | Kalex        | 16   | +26.954   | 27º     |       |
| 21º  | 12 | Filip Salač             | Gresini Racing           | Kalex        | 16   | +27.678   | 23º     |       |
| 22º  | 2  | Gabriel Rodrigo         | Pertamina Mandalika SAG  | Kalex        | 16   | +29.548   | 24º     |       |
| 23º  | 84 | Zonta van den Goorbergh | RW Racing GP             | Kalex        | 16   | +31.773   | 25º     |       |
| 24º  | 61 | Alessandro Zaccone      | Gresini Racing           | Kalex        | 16   | +32.436   | 29º     |       |
| 25º  | 28 | Niccolò Antonelli       | Mooney VR46 Racing       | Kalex        | 16   | +33.974   | 28º     |       |

### Ritirati
| Nº | Pilota           | Squadra                  | Motocicletta | Giri | Griglia |
| -- | ---------------- | ------------------------ | ------------ | ---- | ------- |
| 4  | Sean Dylan Kelly | American Racing          | Kalex        | 13   | 30º     |
| 96 | Jake Dixon       | Inde GasGas Aspar        | Kalex        | 12   | 1º      |
| 81 | Keminth Kubo     | Yamaha VR46 Master Camp  | Kalex        | 7    | 26º     |
| 24 | Simone Corsi     | MV Agusta Forward Racing | MV Agusta F2 | 4    | 9º      |

## Moto3

### Arrivati al traguardo
| Pos. | Nº | Pilota          | Squadra                 | Motocicletta  | Giri | Tempo     | Griglia | Punti |
| ---- | -- | --------------- | ----------------------- | ------------- | ---- | --------- | ------- | ----- |
| 1º   | 7  | Dennis Foggia   | Leopard Racing          | Honda NSF250R | 23   | 38'51.668 | 6º      | 25    |
| 2º   | 28 | Izan Guevara    | Gaviota GasGas Aspar    | GasGas        | 23   | +2.612    | 8º      | 20    |
| 3º   | 99 | Carlos Tatay    | CFMoto Racing PrüstelGP | CFMoto        | 23   | +3.639    | 1º      | 16    |
| 4º   | 11 | Sergio García   | Gaviota GasGas Aspar    | GasGas        | 23   | +3.759    | 7º      | 13    |
| 5º   | 53 | Deniz Öncü      | Red Bull KTM Tech3      | KTM RC 250 GP | 23   | +3.870    | 9º      | 11    |
| 6º   | 43 | Xavier Artigas  | CFMoto Racing PrüstelGP | CFMoto        | 23   | +4.962    | 4º      | 10    |
| 7º   | 5  | Jaume Masiá     | Red Bull KTM Ajo        | KTM RC 250 GP | 23   | +5.289    | 11º     | 9     |
| 8º   | 23 | Elia Bartolini  | QJMotor Avintia Racing  | KTM RC 250 GP | 23   | +5.405    | 13º     | 8     |
| 9º   | 96 | Daniel Holgado  | Red Bull KTM Ajo        | KTM RC 250 GP | 23   | +5.533    | 19º     | 7     |
| 10º  | 24 | Tatsuki Suzuki  | Leopard Racing          | Honda NSF250R | 23   | +5.687    | 20º     | 6     |
| 11º  | 6  | Ryusei Yamanaka | MT Helmets - MSI        | KTM RC 250 GP | 23   | +16.286   | 25º     | 5     |
| 12º  | 27 | Kaito Toba      | CIP Green Power         | KTM RC 250 GP | 23   | +16.921   | 28º     | 4     |
| 13º  | 19 | Scott Ogden     | VisionTrack Racing      | Honda NSF250R | 23   | +17.257   | 18º     | 3     |
| 14º  | 64 | Mario Aji       | Honda Team Asia         | Honda NSF250R | 23   | +24.626   | 3º      | 2     |
| 15º  | 18 | Matteo Bertelle | QJMotor Avintia Racing  | KTM RC 250 GP | 23   | +24.809   | 16º     | 1     |
| 16º  | 20 | Lorenzo Fellon  | SIC58 Squadra Corse     | Honda NSF250R | 23   | +31.522   | 23º     |       |
| 17º  | 54 | Riccardo Rossi  | SIC58 Squadra Corse     | Honda NSF250R | 23   | +31.628   | 15º     |       |
| 18º  | 66 | Joel Kelso      | CIP Green Power         | KTM RC 250 GP | 23   | +32.204   | 22º     |       |
| 19º  | 22 | Ana Carrasco    | BOE SKX                 | KTM RC 250 GP | 23   | +41.202   | 24º     |       |
| 20º  | 70 | Joshua Whatley  | VisionTrack Racing      | Honda NSF250R | 23   | +48.013   | 27º     |       |
| 21º  | 87 | Gerard Riu Male | BOE SKX                 | KTM RC 250 GP | 23   | +48.090   | 26º     |       |

### Ritirati
| Nº | Pilota           | Squadra                   | Motocicletta  | Giri | Griglia |
| -- | ---------------- | ------------------------- | ------------- | ---- | ------- |
| 71 | Ayumu Sasaki     | Sterilgarda Husqvarna Max | Husqvarna     | 22   | 10º     |
| 16 | Andrea Migno     | Rivacold Snipers          | Honda NSF250R | 22   | 5º      |
| 82 | Stefano Nepa     | Angeluss MTA              | KTM RC 250 GP | 22   | 21º     |
| 67 | Alberto Surra    | Rivacold Snipers          | Honda NSF250R | 17   | 12º     |
| 31 | Adrián Fernández | Red Bull KTM Tech3        | KTM RC 250 GP | 10   | 17º     |
| 10 | Diogo Moreira    | MT Helmets - MSI          | KTM RC 250 GP | 8    | 2º      |
| 48 | Iván Ortolá      | Angeluss MTA              | KTM RC 250 GP | 7    | 14º     |